# Selma (Virginie)
Pour les articles homonymes, voir Selma.
Selma est une census-designated place située dans le comté d'Alleghany, dans l’État de Virginie, aux États-Unis. Lors du recensement de 2020, elle comptait 357 habitants.